# Blancoa guacharo
Blancoa guacharo là một loài nhện trong họ Pholcidae. Loài này được phát hiện ở Venezuela.